# 刺青殺人事件
『刺青殺人事件』（しせいさつじんじけん）は、高木彬光のデビュー長編推理小説。神津恭介シリーズの代表作。

## 概要
本作は、1947年に江戸川乱歩に激賞され、翌1948年、岩谷書店から『宝石選書』第1篇として刊行された。
現行の版は、1953年に春陽堂書店の日本探偵小説全集に収録されるにあたり、約二倍の改稿を経て650枚の大作となったものである。この時、松下研三の一人称から三人称形式に改められており、原形の第一章・第二章・第三章・第六章・第七章など、主として前半部に筆が加えられている。なお、新稿の語り手は高木彬光本人ということになっており、松下研三が省筆していた、彼にとって都合の悪いエピソードを補ったという形式がとられている。
第二次世界大戦後間もない戦後混乱期の社会情勢を背景に、密室殺人を主軸にして、妖艶な刺青や、三すくみの呪い、胴体のない死体といった怪奇趣味に彩られた本格推理小説である。
作者は横溝正史の『本陣殺人事件』（1946年）に多大な感銘を受け、特に密室トリックの精緻なメカニズムに感嘆しつつも、犯行現場の離れが純日本的構造を必要としないことに不満を持ち、純日本的な建築家屋の中で唯一完全な密閉空間である鍵のかかった浴室内で密室トリックを完成させることに挑んだのが本作である。

## あらすじ
1946年（昭和21年）8月20日、松下研三は、東亜医大の早川博士に誘われて「江戸彫勇会」の刺青競艶会を見学に来た。研三は、そこで中学時代の先輩である最上久と再会する。その競艶会の場を圧倒したのは、背中に見事な大蛇丸の刺青を持つ野村絹枝で、土建屋をしている久の兄・竹蔵の愛人であった。
絹枝の魅力に惹かれ、後日彼女を訪ねた研三は、背中の刺青の由来を聞かされる。彼女の父・彫安は、大蛇丸・綱出姫・自雷也の三すくみを、彼女と双子の妹の珠枝、兄・常太郎の3人に彫り分けたのだという。三すくみを1人の体に彫ると、3匹が争いあって死んでしまうため、タブーとされているのだ。
不安に感じる絹枝との約束で、下北沢の彼女の自宅を訪ねた研三は、たまたまやって来た早川博士とともに、内側から鍵のかかった浴室で彼女の死体を発見する。死体は首と両手両足だけで、胴体はなかった。その後、絹枝の愛人の最上竹蔵も死体で発見される。拳銃自殺のようにも見えるが、他殺の可能性も否定できない。
捜査が難航する中、絹枝の兄・常太郎を捜し当てた研三だが、事件の核心を知っているらしい常太郎の「しばらく自分に任せて欲しい」との言葉を信じて待っているうちに、彼も全身に彫った刺青を皮ごと剥がされて殺されてしまった。
責任を感じる研三は、一高時代の友人で、「神津の前に神津なく、神津ののちに神津なし」と激賞されるほどの天才・神津恭介と再会し、彼に謎を解き明かすよう依頼する。

## 主な登場人物
松下研三（まつした けんぞう）
東大医学部法医学教室の研究員。
神津恭介（かみづ きょうすけ）
研三の一高時代の友人。一高時代に整数論の大論文を書き上げた天才。
最上久（もがみ ひさし）
研三の中学時代の先輩。
最上竹蔵（もがみ たけぞう）
久の兄。土建屋「最上組」の社長。
野村絹枝（のむら きぬえ）
竹蔵の愛人。大蛇丸の刺青を持つ。
彫安（ほりやす）
絹枝の父。刺青師。
野村常太郎（のむら つねたろう）
絹枝の兄。刺青師。
野村珠枝（のむら たまえ）
絹枝の双子の妹。
稲沢義雄（いなざわ よしお）
「最上組」の支配人。
早川平四郎（はやかわ へいしろう）
東亜医大の医学博士。最上兄弟の叔父。刺青の研究家。
松下英一郎（まつした えいいちろう）
研三の兄。警視庁捜査一課長。

## 作品の評価
- 本作は、第2回探偵作家クラブ賞候補に選出された[注 2]。
- 『週刊文春』が推理作家や推理小説の愛好者ら約500名のアンケートにより選出した「東西ミステリーベスト100」の国内編では、本作は1985年版で10位に[注 3]、2012年版で32位に選出されている[注 4]。

## 映像化

### 映画
刺青殺人事件（いれずみさつじんじけん）
1953年6月17日に公開された。新東宝、製作は安達英三朗・山崎善暉、監督は森一生、脚本は伊藤大輔・撮影は鈴木博。主な出演者は青野平義、三浦光子、東野英治郎など。なお、この映画で探偵役を務めるのは、神津恭介ではなく、早川博士である。

### テレビドラマ
高木彬光の刺青殺人事件
1983年9月24日、『土曜ワイド劇場』にてドラマ化された。主演は近藤正臣。